# Twilight
 For alternative betydninger, se Twilight (flertydig). (Se også artikler, som begynder med Twilight)
Twilight (dansk: Tusmørke) er en amerikansk fantasy-/kærlighedsroman. Den er skrevet af den amerikanske forfatter Stephenie Meyer. Bogen udkom i USA i 2005 og blev filmatiseret i 2008.
Twilight er den første bog i Twilight-sagaen, som består af fire bøger. Efterfølgerne i serien er: New Moon (Nymåne), Eclipse (Formørkelse) og Breaking Dawn (Daggry).

## Handling
Den unge teenagepige Isabella Marie Swan har næsten hele sit liv levet sammen med sin mor, da forældrene er skilt. Moderen, Renée, gifter sig igen, denne gang med en baseballspiller, Phil Dwyer, og han rejser meget. Renée bliver hjemme med Bella, men Bella ved at hun ikke trives med det, så hun beslutter at flytte ind hos sin far, Charlie Swan, i den lille, regnfulde by Forks i staten Washington. Her møder Bella den mystiske Edward Cullen. Det viser sig, at han en 104 år gammel vampyr, som er fastfrosset som 17-årig for evigt. Edward og hans vampyr familie lever kun af dyreblod, og kalder sig selv "vegetarer".
På trods af dette forelsker de sig impulsivt og hovedkulds i hinanden. Men da den farlige vampyr James, og hans klan dukker op, må Edward og hans familie gøre alt i deres magt for at redde Bellas liv.

## Personer
- Isabella Marie Swan er en 17-årig pige. Hun boede i Phoenix i Arizona med sin mor, men da moren gifter sig med Phil igen, beslutter Bella sig for at flytte op til sin far Charlie i Forks, så moren kan rejse rundt med sin nye mand, som spiller baseball. Bella bliver beskrevet som en bleg pige, på trods af at hun kommer fra det solrige Arizona. Hun har langt, brunt hår, chokoladebrune øjne, og hun er slank af bygning. Hun er ualmindelig klodset og beskriver sig selv som en "katastrofemagnet". Hun er meget fornuftig af sin alder, og på det område, helt anderledes end sin flyvske mor.

- Charlie Swan er Bellas far og politichef i Forks. Han er meget stilfærdig ligesom Bella, og har det bedst med at bo alene og har ikke intentioner om at finde sig en ny samlever. Han er desuden gode venner med Billy Black, som bor i et reservat sammen med andre indianere.

- Renee Dwyer er Bellas mor. Hun forlod Forks med Bella, da Bella var spæd. Hun har blå øjne. Hun bekymrer sig konstant om Bellas ve og vel. Hun beskrives som uforudsigelig, flippet og kærlig. Hun er gift med baseballspilleren Phil Dwyer.

### Cullenklanen
- Edward Anthony Mason Cullen er en vampyr og er født den 20. juni, 1901 i Chicago, Illinois. Han var døende af den spanske influenza, da Dr. Carlisle Cullen forvandlede ham til en vampyr. Han var 17 år, da Carlisle forvandlede ham i håb om at finde en følgesvend. I bogen bor Edward sammen med Dr. Carlisle Cullen og Carlisles kone, Esme, som har adopteret ham. Hans adoptivsøskende hedder Rosalie Hale, Emmett Cullen, Alice Cullen og Jasper Hale. Cullen-familien adskiller sig fra traditionelle vampyrer, idet de kun drikker dyreblod. Når de er i direkte sollys glimter deres hud, som diamanter, så derfor vælger de at bosætte sig i de nordlige stater. Dette gør, at de kan bevæge sig udenfor i dagslys, uden at vække opsigt. Edward er i stand til at læse alles tanker, på nær Bellas. Det er i starten dette, der gør ham nysgerrig over for "den nye pige på skolen". Da han første gang er tæt på Bella, tiltaler hendes duft ham så meget, at det bliver en kamp for ham at undgå at dræbe hende. Hun bliver beskrevet som hans "singer" *sanger*, da hendes blod "synger" for ham. Edward har bronzefarvet, rodet hår og er ranglet og muskuløs samtidig. Hans hud er alabasterhvid, hård og kold som sten. Edward er plaget med en stor skyld over, at han har slået mennesker ihjel, selvom det kun har været onde mennesker. Han væmmes ved sig selv og det han er blevet til.

- Carlisle Cullen er faderfiguren i Cullen-familien. Han blev født London, ca. år 1640. Som menneske, jagede han vampyrer, hvilket i sidste ende førte til hans egen forvandling, da han var 23 år. Han er gift med Esme Cullen og er nu læge i Forks. Hans evne er en særlig stor selvkontrol. Han er beskrevet som flot med blondt hår. Han har skabt både Esme Cullen, Edward Cullen, Emmett og Rosalie. Alice og Jasper kom først til nogen tid senere. Han er meget rar og venlig og kunne aldrig gøre nogen fortræd.

- Esme Cullen er moderfiguren i Cullen-familien. Da hun blev født (i sit menneskeliv) hed hun Esme Anne Platt. Senere giftede hun sig, og kom så til at hedde Esme Anne Platt Evenson. Men hendes mand slog hende, og det endte med at hun prøvede at begå selvmord ved at springe ud fra en klippe, da hendes søn døde som spæd. Carlisle nåede at forvandle hende inden hendes hjerte standsede. Hun var 26 år. Hun har 'evnen' til elske stærkt.

- Alice Cullen har evnen til at se ind i fremtiden. Hun er lille og spinkel med kort, sort, strittende hår. Hun er kæreste med Jasper Hale. Alice har ingen erindringer fra sit menneskelige liv, det eneste hun ved, er at hun var indlagt på et psykiatrisk hospital i 1920'erne pga. sine allerede dengang, tydelige synske evner. Før hun blev vampyr, hed hun Mary Alice Brandon. Hun er altid klar til fest, og prøver altid at rette på Bellas tøjstil.

- Emmett Cullen Blev forvandlet til vampyr som 20-årig. Hans "menneske navn" var Emmett McCarty. Han er gift med Rosalie Hale. Efter han blev såret af en bjørn, fandt Rosalie ham og bar ham tilbage til Carlisle, så han kunne forvandle ham ( hun løb over 150 km). Emmett's specielle evne er hans styrke. Emmett er stor og muskuløs, med mørkt, krøllet hår. Bella beskriver ham som "bjørnelignende". Han er altid glad, og han er til hver en tid, klar til en slåskamp.

- Rosalie Hale hed Rosalie Lillian Hale i sit menneskeliv. For omverdenen er hun Jaspers tvillingesøster. Hun er gift med Emmett. I bogen bliver hun beskrevet som gudesmuk, selv af en vampyr at være. Hendes lange gyldne hår og statueske træk kendetegner hende. Hun misunder Bella, fordi Bella er menneske, og det ønsker Rosalie selv at hun stadig var. Rosalie blev fundet, af Carlisle, i vejkanten efter et overgreb af sin forlovede og hans venner, og Carlisle forvandlede hende.

- Jasper Hale hed Jasper Whitlock da han var menneske. For omverdenen er han Rosalies tvillingebror. Han har evnen til at manipulere med følelser. Han er kæreste med Alice Cullen. Jasper er det nyeste medlem af Cullen-familien "vegetar-livstilen" er meget svær, da han nemt bliver fristet af menneskene omkring ham. Han er dækket med ar fra vampyrbid, da han levede et voldsomt liv i Syden og kæmpede med nyfødte, før han forenede sig med Cullen familien.

- Renesmee Carlie Cullen er Bellas og Edwards datter fra den sidste bog i serien, Breaking Dawn. Hun er halvt vampyr og halvt menneske. Hun har en evne til at kunne vise andre hendes egne minder, ved at lægge hånden op til deres kind. Hun har lange bronzefarvede krøller, og chokoladebrune øjne. Hun vokser og lærer meget hurtigere end et normalt menneskebarn.

### Quileute-indianere
- Jacob Black er Quileute-indianer og søn af Billy Black. Han er 15 år i den første bog, og har kort sort hår. Han bor i indianerreservatet, La Push. Han er forelsket i Bella. Det er også Jacob som fortæller Bella at Cullen-familien er vampyrer, og at hans indianerstamme siges at stamme fra ulve. Han er også meget god til at bygge bl.a. biler og motorcykler. Jacob Black bliver senere (i Breaking Dawn) imprintet i Bella og Edwards barn, Renesmee, hvilket Bella ikke bryder sig om.

- Billy Black er Jacobs far, og sidder i kørestol. I bogen beskrives han som kraftig. Han ved at Cullen familien er vampyrer, fordi han er Quileute stammens ældste. Han er meget mystisk. Han og Bellas far, Charlie, er rigtig gode venner.

### Skurke
- James er en vampyr der lever af menneskeblod. James har evner som en sporhund, og da han ser Bella møder han en udfordring han ikke kan modstå. Han har evnen til at jage (bedre end andre). Han bliver tiltrukket af hende (hendes blod).

- Victoria er James' partner. Hun har strålende orangerødt hår og er af en kattelignende natur. Hendes evne er at hun ved, hvornår det er tid til at flygte.

- Laurent er med i James' klan. Han har en svag, fransk accent. Har sort hår og helt brun hud. Laurent advarer Edward og Bella mod James (i Twilight).

### Skolekammerater
- Mike Newton forsøger fra dag ét at imponere Bella, da hun begynder på Forks High School. Han er en typisk amerikansk teenage dreng. Men ender med at blive forelsket i Jessica Stanley.
- Jessica Stanley er Bellas første rigtige veninde på Forks High School. Hun er ret pyldret og piget. Hun er vild med Mike Newton.

- Tyler Crowley kører næsten Bella over, og prøver at gøre det godt igen ved at rende efter hende hele tiden. Endnu en beundrer.

- Angela Weber er en af Bellas veninder. Hun er meget genert af natur og er nok lidt mere den "nørdede" type. Bliver i bogen kærester med en dreng ved navn Ben.

- Lauren Mallorie er jaloux på Bella, og undgår hende som meget som muligt fordi hun tror hendes kæreste Tyler Crowley, har noget med hende. Lauren bliver ikke nævnt i filmen.

- Eric Yorkie er ligesom Mike Newton forelsket i Bella fra første dag han ser hende. Han har sort hår og har et meget asiatisk udseende.

## Film
Den 21. november 2008 havde en live action-filmatisering af Twilight premiere i USA. I Danmark havde den premiere den 6. februar 2009. Kristen Stewart spiller rollen som Bella, mens Robert Pattinson spiller Edward Cullen. Filmen er instrueret af Catherine Hardwicke. New Moon havde premiere d. 20 november 2009, og Eclipse havde verdenspremiere d. 30 juni 2010. Breaking Dawn skulle efter sigende komme i 2 dele, hvoraf den første dels premieredato er sat til d. 18 november 2011, og anden del d.15 november 2012

## Medvirkende
| Skuespiller        | Rolle           |
| ------------------ | --------------- |
| Robert Pattinson   | Edward Cullen   |
| Kristen Stewart    | Bella Swan      |
| Peter Facinelli    | Carlisle Cullen |
| Elizabeth Reaser   | Esme Cullen     |
| Kellan Lutz        | Emmett Cullen   |
| Nikki Reed         | Rosalie Hale    |
| Ashley Greene      | Alice Cullen    |
| Jackson Rathbone   | Jasper Hale     |
| Edi Gathegi        | Laurent         |
| Rachelle Lefevre   | Victoria        |
| Cam Gigandet       | James           |
| Taylor Lautner     | Jacob Black     |
| Gil Birmingham     | Billy Black     |
| Billy Burke        | Charlie Swan    |
| Anna Kendrick      | Jessica Stanley |
| Christian Serratos | Angela Weber    |
| Michael Welch      | Mike Newton     |
| Justin Chon        | Eric Yorkie     |

## Ekstern henvisning
- Stephenie Meyers officielle hjemmeside
- Filmens officielle danske hjemmeside Arkiveret 28. februar 2009 hos  Wayback Machine